# Into Eternity
Into Eternity es una banda canadiense de death metal progresivo formada en Regina, Saskatchewan, en 1997.

## Historia
Into Eternity fue formada en 1997 por el guitarrista Tim Roth, el bajista Scott Krall y el batería Jim Austin, publicando en 1999 su primer álbum, Into Eternity, junto con el guitarrista Chris Eisler y el teclista Chris McDougall. La banda firmó un contrato con Century Media un año después y reeditó el álbum debut. En 2001, Into Eternity regresó con el álbum Dead or Dreaming, con una mezcla más definida entre el death metal y el metal progresivo. El estilo de este disco continuó con Buried in Oblivion (2004) y en The Scattering Ashes (2006). Tras la publicación de este disco, Into Eternity participó en el Gigantour de 2006 y actuó como telonero de Dream Theater junto con Redemption en su gira por Norteamérica. Su último trabajo, un álbum conceptual titulado The Incurable Tragedy, salió a la venta el 25 de agosto de 2008.
El 9 de marzo de 2011 la banda anunció a Bryan Newbury como su nuevo baterista; también en el 2011, el vocalista Stu Block se une a la banda Iced Earth. En 2011 presentan el single "Sandstorm".
En febrero de 2012 Amanda Kiernan se une a la banda como nueva vocalista. Finalizando el 2012, La banda anunció la pronta presentación de nuevo material. En 2012 presentan el sencillo "Fukushima", en memoria de lo ocurrido luego del tsunami que afectara dicha ciudad.

## Estilo
La banda utiliza una gran variedad de elementos de casi todos los subgéneros del metal, incluyendo: estilo de heavy metal clásico/melódico, riffs de thrash metal, composiciones de metal neoclásico, voces limpias,growls altos y bajos del death metal,y alaridos de black metal. Los ritmos suelen ser complejos, utilizando blast beat, y a veces con interludios de guitarras acústicas. Por esta razón es tan difícil identificar el estilo que reproducen, pero las descripciones más comunes las colocan como una banda de estilo death metal progresivo.

## Miembros

### Alineación actual
- Amanda Kiernan - vocalista (2012−presente)
- Tim Roth  − guitarra eléctrica, coros limpios y guturales (1997−presente)
- Justin Bender − guitarra (2006−presente)
- Troy Bleich − bajo, coros limpios y guturales (2004−presente)
- Bryan Newbury - batería (2011−presente)

### Miembros pasados
- Jim Austin − batería y voces guturales (1997−2007)
- Chris Eisler − guitarra (1999)
- Christopher McDougall − teclados (1999−2001)
- Scott Krall − bajo y coros (1997−2005)
- Daniel Nargang − guitarra, voces limpias y guturales (2001)
- Chris Krall − voces limpias y guturales (2003−2004)
- Rob Doherty − guitarra y voces guturales (2003−2005)
- Collin Craig − guitarra (2006)
- Dean Sternburger − voces (2004)
- Adam Sagan - batería (2005)
- Stu Block − voces limpias, voces guturales y voces gritadas (2005−2012)
- Steve Bolognese − batería (2006−2011)

## Discografía
| Fecha de publicación | Título                  | Sello         | Puesto más alto | Ventas en EE.UU. |
| 1999                 | Into Eternity           | DVS           |                 |                  |
| 2001                 | Dead or Dreaming        | DVS           |                 |                  |
| 2004                 | Buried in Oblivion      | Century Media |                 |                  |
| 2006                 | The Scattering of Ashes | Century Media | #45             | 18,000           |
| 2008                 | The Incurable Tragedy   | Century Media |                 |                  |

## Simples
- Sandstorm - 2011
- Fukushima - 2012